# Georges Mesmin
Pour les articles homonymes, voir Mesmin.
Georges Mesmin, né le 15 novembre 1926 à Juvisy-sur-Orge et mort le 25 avril 2019 à Paris, est un homme politique français.

## Biographie

### Carrière politique
Il est né le 15 novembre 1926 à Juvisy-sur-Orge dans l'Essonne. Ancien élève de l'École nationale d'administration (ENA), il devient inspecteur des finances. Il entre au conseil municipal de Paris en 1971.
Il est député de Paris de 1973 à 1997. Cette année-là, il n'obtient pas l'investiture, qui revient au chiraquien Claude Goasguen, candidat officiel de la Majorité présidentielle.
En 1982, il adhère au Cercle renaissance.
Il est aussi maire du 16e arrondissement de Paris de 1983 à 1989.

## Ouvrages
- Urbanisme et Logement : analyse d'une crise, Presses universitaires de France, 1992,  (ISBN 2130448488).
- L'Enfant, l'architecture et l'espace, Casterman, 1993,  (ISBN 978-2203202047).
- Revoir Paris, éditions Auréoline, 2003,  (ISBN 978-2-915123-06-7).
- Château-Landon au fil des saisons, éditions Kanabou, 2004,  (ISBN 2952280800).
- Sur les balcons du ciel, éditions Vert moment, 2007.

## Prix
- Prix Renaissance des arts 1995[5].